# Betzdorf
Betzdorf (luxemburguès Betzder) és una comuna i vila de l'est de Luxemburg. Forma part del Cantó de Grevenmacher, que forma part del districte de Grevenmacher. El centre administratiu de la comuna és Berg.
El 2001, la vila de Betzdorf, que es troba al nord-est de la comuna, té una població de 234 habitants. Altres poblacions de la comuna són Berg, Mensdorf, Olingen, i Roodt-sur-Syre.

## Burgmestres
- 1800 - 1807 : Jean Engel
- 1808 - 1816 : Jean Baptiste Weidert
- 1816 - 1823 : Peter (Pierre) Erpelding
- 1823 - 1843 : Hubert Petry
- 1844 - 1854 : François Hoffmann
- 1855 - 1870 : Nicolas Erpelding
- 1871 - 1888 : Christophe Weber
- 1889 - 1901 : Nikolas Metzdorf
- 1902 - 1908 : François Hoffmann
- 1909 - 1930 : Johann-Peter Heinen
- 1930 - 1941 : Jean Barthel
- 1944 - 1947 : Jean Barthel
- 1947 - 1954 : Maurice Meyer
- 1954 - 1963 : Jean-Pierre Mangen
- 1964 - 1975 : Jean-Pierre Dondelinger
- 1976 - 1981 : Guy Engel
- 1982 - 1987 : René Muller
- 1988 - 1999 : Rhett Sinner
- 2000 - : Marie-Josée Frank